# Radio Cocktail
Radio Cocktail est une radio FM d'information, fondée en janvier 1981, absorbée en avril 1982 dans le projet de radio "Amphi". Elle n'a aucun rapport avec Cocktail FM.

## Histoire de la radio
Début 1981, cinq amis lancent Radio Cocktail, une radio visant à faire entendre la voix des étudiants à Paris. Il s'agit de Pierre Dussin, Eric Vialet, André Spiga, Jean Le Bailet Pascal Riché. Ils émettent le vendredi soir, en changeant de lieu chaque semaine. 
Au soir du 10 mai 1981, selon le journal Le Monde, Radio Cocktail est une des quelques radios pirates parisiennes qui commentaient les résultats du second tour des élections. Elle émettait sur 99 Mhz.
Après mai 1981, la radio devient quotidienne. Elle fusionne avec Radio Noctambule, puis, en avril 1982, avec le projet de radio porté par la MNEF et piloté par  Gilles Casanova. La nouvelle radio étudiante issue de cette fusion, Amphi 99, obtient une autorisation d'émettre. 
La grande majorité de l'équipe de Radio Cocktail, composée de bénévoles, quitte en novembre 1982 la nouvelle radio, en désaccord avec les dirigeants de la mutuelle, jugés trop intrusifs. Amphi fusionnera en 1983 avec TSF et Mercure 104 pour donner Canal 89 en 1984. Cette radio, toujours financée par la MNEF depuis 1983, sera elle-même fondue dans le projet CFMl'année suivante sa première émission démarrant le 25 novembre 1984 et rejoint ensuite Kiss Fm puis devient ensuite Europe 2 en 1986.

## Une pépinière de vocations
C'est au sein de Radio Cocktail qu'Alain Weill,, président du groupe NextRadioTV, Pascal Riché, cofondateur de Rue89, Pascale Deschamps, journaliste à France 2, André Spiga, journaliste à l'Express, ou Hervé Kempf, journaliste au Monde, ont fait leurs premiers pas dans les médias.